# Suna Murray
Suna Murray-Gleason (* 16. April 1955 in Tallahassee, Florida) ist eine ehemalige US-amerikanische Eiskunstläuferin.
Murrays erster großer Auftritt war bei den nationalen Meisterschaften 1970, als sie Sechste wurde. In den beiden folgenden Jahren konnte sie jeweils Bronze erreichen. Sowohl 1971 als auch 1972 trat sie außerdem bei den Eiskunstlauf-Weltmeisterschaften an und belegte die Plätze zehn und acht. Bei den Olympischen Winterspielen 1972 im japanischen Sapporo erreichte sie Rang zwölf.
Murray absolvierte ein Studium an der Harvard University und arbeitet nach Beendigung ihrer aktiven Karriere als Trainerin in Boston. Ihre Töchter Kylie und Hadley sind ebenfalls als Eisläuferinnen aktiv.

## Ergebnisse

### Einzellauf
| Wettbewerb/Jahr                  | 1970 | 1971 | 1972 |
| -------------------------------- | ---- | ---- | ---- |
| Olympische Winterspiele          |      |      | 12.  |
| Weltmeisterschaften              |      | 10.  | 8.   |
| US-amerikanische Meisterschaften | 6.   | 3.   | 3.   |